# Commiphora namaensis
Commiphora namaensis là một loài thực vật có hoa trong họ Burseraceae. Loài này được Schinz mô tả khoa học đầu tiên năm 1908.